# Julia Stupak
Julia Sergejevna Stupak (ryska: Юлия Сергеевна Ступак), född Belorukova (ryska: Белорукова) den 21 januari 1995, är en rysk längdskidåkare som debuterade i världscupen den 1 mars 2014 i Lahtis. Hon deltog i olympiska vinterspelen 2018 i Pyeongchang där hon vann brons i sprint och brons i stafett, tävlande för Olympiska atleter från Ryssland (OAR).

## Biografi
Stupak gjorde världscupdebut på sprinten i Lahtis den 1 mars 2014 där hon slutade på 47:e plats. På sprinten i Drammen den 5 mars samma år tog hon sina första världscuppoäng när hon slutade 26:a. Den 15 januari 2017 tog hon sin första seger i världscupen när hon tillsammans med Natalja Matvejeva vann sprintstafetten i Toblach.
På VM i Lahtis 2017, den 26 februari, vann hon silver i sprintstafett tillsammans med Matvejeva, bakom det norska laget med Heidi Weng och Maiken Caspersen Falla och framför det amerikanska laget med Sadie Bjornsen och Jessie Diggins.
Den 24 november 2017 tog Stupak sin första individuella pallplats i världscupen när hon slutade trea på den inledande sprinten i Nordiska öppningen i Ruka. På OS i Pyeongchang samma säsong vann hon två bronsmedaljer: en i sprint, där hon slutade trea bakom Stina Nilsson och Falla, samt en i stafett, där hon tillsammans med Natalja Neprjajeva, Anastasija Sedova och Anna Netjajevskaja kom trea bakom det norska och det svenska laget.
Under säsongen 2018/2019, närmare bestämt den 24 november 2018, vann Stupak sin första individuella världscuptävling, återigen på den inledande klassiska sprinten i Nordiska öppningen i Ruka, men denna gång högst upp på pallen. Hon slutade på 5:e plats i Tour de Ski 2018/2019 och på 8:e plats i den totala världscupen. På VM i Seefeld 2019 vann hon brons i stafett, återigen tillsammans med Sedova, Netjajevskaja och Neprjajeva, som endast blev slagna av Sverige och Norge. Stupak stod över efterföljande säsong på grund av graviditet och barnafödande.
Säsongen 2020/2021 gjorde Stupak comeback. Hon kom tvåa i totalställningen i Tour de Ski, bland annat efter att ha vunnit en etapp och uppnått topp 10-resultat i sju av åtta etapper. Etappsegern, som kom i den klassiska jaktstarten i Toblach, var hennes första världscupseger i ett distanslopp och hennes andra individuella seger i karriären.

## Resultat

### Pallplatser i världscupen

#### Individuellt
Stupak har nio individuella pallplatser i världscupen: tre segrar, fyra andraplatser och två tredjeplatser.
| Säsong  | Datum            | Plats       | Disciplin                   | Placering |
| ------- | ---------------- | ----------- | --------------------------- | --------- |
| 2017/18 | 24 november 2017 | Ruka        | Sprint (K)                  | 3:a       |
| 2018/19 | 24 november 2018 | Ruka        | Sprint (K)                  | 1:a       |
| 2020/21 | 13 december 2020 | Davos       | 10 km individuell start (F) | 2:a       |
| 2020/21 | 2 januari 2021   | Val Müstair | 10 km masstart (K)          | 2:a       |
| 2020/21 | 6 januari 2021   | Toblach     | 10 km jaktstart (K)         | 1:a       |
| 2020/21 | 10 januari 2021  | Tour de Ski | Slutresultat                | 2:a       |
| 2020/21 | 30 januari 2021  | Falun       | 10 km masstart (K)          | 2:a       |
| 2020/21 | 13 mars 2021     | Engadin     | 10 km masstart (K)          | 1:a       |
| 2020/21 | 14 mars 2021     | Engadin     | 30 km jaktstart (F)         | 3:a       |

#### Lag
I lag har Stupak två pallplatser i världscupen: en seger och en andraplats.
| Säsong  | Datum            | Plats   | Disciplin         | Placering | Lagkamrat(er)      |
| ------- | ---------------- | ------- | ----------------- | --------- | ------------------ |
| 2016/17 | 15 januari 2017  | Toblach | Sprintstafett (F) | 1:a       | Natalja Matvejeva  |
| 2020/21 | 20 december 2020 | Dresden | Sprintstafett (F) | 2:a       | Natalja Neprjajeva |

### Ställning i världscupen
| Säsong  | Discipliner | Discipliner | Discipliner | Discipliner | Discipliner | Discipliner | Tourer      | Tourer      | Tourer    | Tourer |
| Säsong  | Totalt      | Totalt      | Distans     | Distans     | Sprint      | Sprint      | Nord. öppn. | Tour de Ski | VC- avsl. |        |
| Säsong  | Poäng       | Plac.       | Poäng       | Plac.       | Poäng       | Plac.       | Nord. öppn. | Tour de Ski | VC- avsl. |        |
| ------- | ----------- | ----------- | ----------- | ----------- | ----------- | ----------- | ----------- | ----------- | --------- | ------ |
| 2013/14 | 6           | 108:e       | 0           | –           | 6           | 71:a        | 31:a        | –           | 21:a      |        |
| 2015/16 | 125         | 39:e        | 52          | 34:e        | 33          | 45:e        | 20:e        | –           | 22:a      |        |
| 2016/17 | 201         | 32:a        | 40          | 52:a        | 121         | 18:e        | 20:e        | –           | 22:a      |        |
| 2017/18 | 222         | 29:e        | 70          | 39:e        | 112         | 19:e        | 14:e        | –           | 29:e      |        |
| 2018/19 | 853         | 8:e         | 385         | 8:e         | 240         | 12:e        | 11:e        | 5:e         | 50:e      |        |
| 2020/21 |             |             |             |             | 120         | 16:e        | 21:a        | 2:a         | i.u.      |        |

### Olympiska spel
| Tävling          | 10 km | Skiathlon | 30 km | Sprint | Stafett | Lagsprint |
| ---------------- | ----- | --------- | ----- | ------ | ------- | --------- |
| Pyeongchang 2018 | —     | 18:e      | —     | Brons  | Brons   | 9:e       |
| Peking 2022      | 7:e   | 24:e      | —     | 16:e   | Guld    | Brons     |

### Världsmästerskap
| Tävling         | 10 km | Skiathlon | 30 km | Sprint | Stafett | Lagsprint |
| --------------- | ----- | --------- | ----- | ------ | ------- | --------- |
| Lahtis 2017     | —     | —         | —     | 10:e   | 5:e     | Silver    |
| Seefeld 2019    | 12:e  | —         | —     | 19:e   | Brons   | 4:e       |
| Oberstdorf 2021 | 29:e  | 11:e      | —     | 13:e   | Silver  | 4:e       |